# Siv Pettersson (musikalbum)
Siv Pettersson är ett album från 1972 av Siv Pettersson.

## Låtlista
1. Vår egen bit av världen (Ralph McTell-Börje Carlsson)
2. 15 år (text och musik: Siv Pettersson)
3. Sommar kom, vinter gå (text och musik: Siv Pettersson)
4. Rättigheter (text och musik: Siv Pettersson)
5. Finns det någon väg till frihet (svensk text: Siv Pettersson)
6. Det är där jag vill vara (text och musik: Siv Pettersson)
7. Vem är du och vem är jag (text och musik: Siv Pettersson)
8. Kristallen den fina (textbearbetning: Bo Setterlind)
9. Jag går i tusen tankar
10. Det är svårt att vara ung (text och musik: Siv Pettersson)
11. Morgondagen är vår
12. Jag tror på våran värld ändå

### Fotnoter
1. ↑  ”Siv Pettersson” (på engelska). Discogs. 14 mars 1972. http://www.discogs.com/Siv-Pettersson-Self-titled/release/2141959. Läst 24 december 2014.
2. ↑  ”Siv Pettersson”. Svensk meidedatabas. 14 mars 1972. http://smdb.kb.se/catalog/id/001447609. Läst 24 december 2014.